# Санктпетербургска консерватория
Санктпетербургската държавна консерватория „Николай Андреевич Римски-Корсаков“ (на руски: Санкт-Петербургская государственная консерватория имени Николая Андреевича Римского-Корсакова) е висше училище в Санкт Петербург, Русия.
Основана на 20 септември 1862 година по инициатива на композитора Антон Рубинщайн, тя е първата консерватория в страната. Към 2021 година в нея се обучават над 1000 студенти в различни музикални специалности – инструменталисти, певци, диригенти, композитори, хореографи, музиковеди.